# Hanamapur S.U., Ramdurg
Hanamapur S.U. là một làng thuộc tehsil Ramdurg, huyện Belgaum, bang Karnataka, Ấn Độ.